# Uromunna samariensis
Uromunna samariensis is een pissebed uit de familie Munnidae. De wetenschappelijke naam van de soort is voor het eerst geldig gepubliceerd in 2000 door Torben Lunn Wolff & Angelika Brandt.